# Jangce
Trashiyangste (dzong. བཀྲ་ཤིས་གྱང་ཙེ་རྫོང་ཁག་) – jeden z 20 dzongkhagów w Bhutanie. Znajduje się we wschodniej części kraju.